# Los Pastores, Michoacán de Ocampo
Los Pastores är en ort i Mexiko.   Den ligger i kommunen Peribán och delstaten Michoacán de Ocampo, i den södra delen av landet, 300 km väster om huvudstaden Mexico City. Los Pastores ligger 1 683 meter över havet och antalet invånare är 175.
Terrängen runt Los Pastores är lite bergig. Runt Los Pastores är det ganska tätbefolkat, med 54 invånare per kvadratkilometer. Närmaste större samhälle är Peribán de Ramos, 4,2 km sydväst om Los Pastores. I omgivningarna runt Los Pastores växer i huvudsak blandskog.